# Натальиноярское муниципальное образование
Натальиноярское муниципальное образование — сельское поселение в составе Перелюбского района Саратовской области. Административный центр — село Натальин Яр. На территории поселения находятся 4 населённых пункта — 1 село, 3 хутора .

## Население
| 2010  | 2011  | 2012  | 2013  | 2014  | 2015  | 2016  |
| ----- | ----- | ----- | ----- | ----- | ----- | ----- |
| 1127  | ↘1125 | ↘1118 | ↘1102 | ↘1068 | ↘1045 | ↘1019 |
| 2017  | 2018  | 2019  | 2020  | 2021  |       |       |
| ↘1006 | ↘973  | ↘972  | ↘940  | ↘720  |       |       |

## Состав сельского поселения
| № | Населённый пункт | Тип населённого пункта       | Население |
| - | ---------------- | ---------------------------- | --------- |
| 1 | Богдановка       | хутор                        | ↗160      |
| 2 | Куцеба           | хутор                        | 53        |
| 3 | Натальин Яр      | село, административный центр | ↘534      |
| 4 | Тараховка        | хутор                        | ↘380      |